# Jäcklein Rohrbach

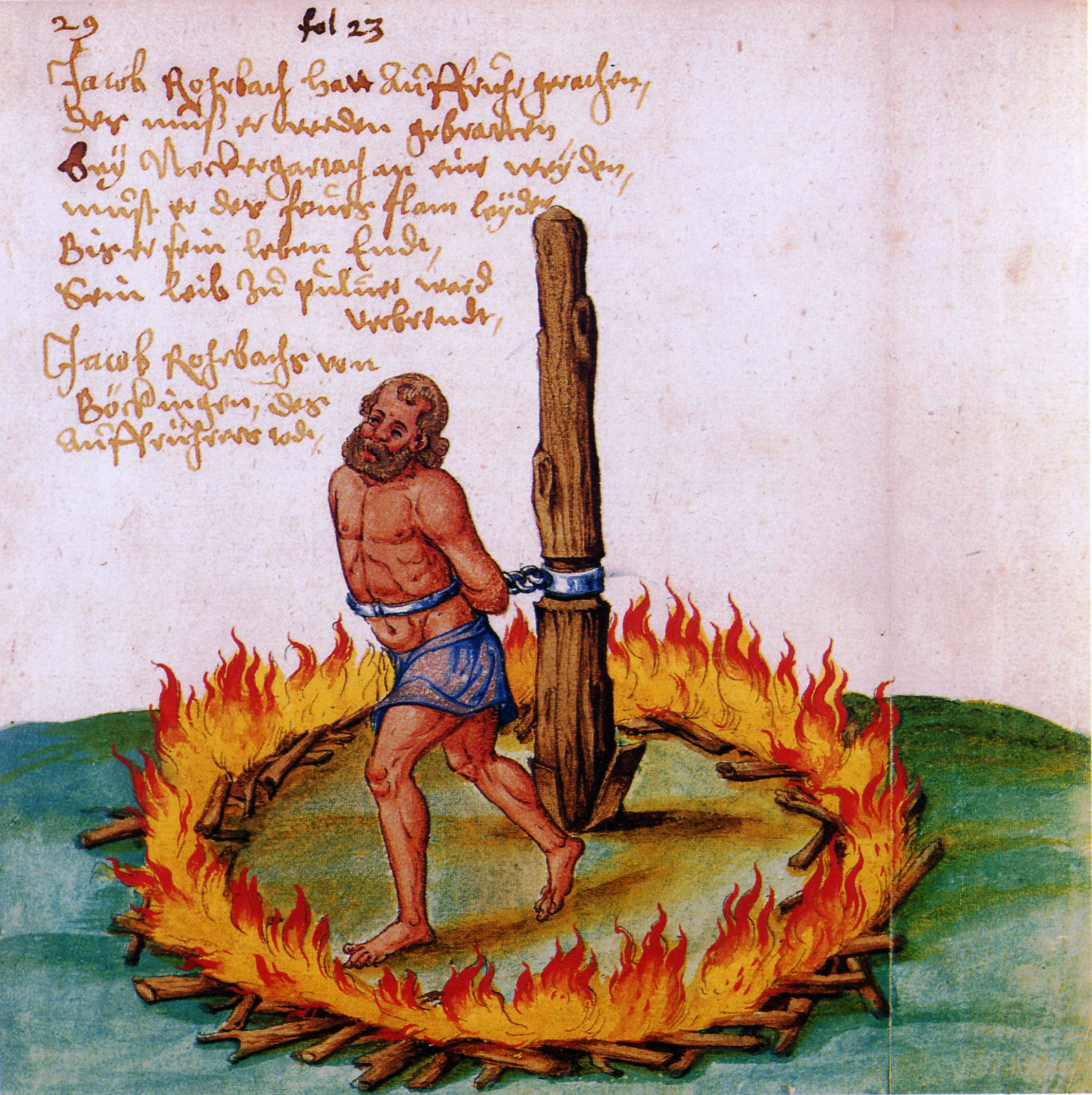
Jäcklein Rohrbach wurde 1525 bei Neckargartach bei lebendigem Leib verbrannt, Zeichnung von Peter Harrer aus Beschreibung des Bauernkriegs von 1551.

Jakob „Jäcklein“ Rohrbach (* um 1500; † 21. Mai 1525 bei Neckargartach) war ein Anführer der Bauern im Bauernkrieg 1525. Unter seiner Führung wurden am 16. April 1525 Burg und Stadt Weinsberg erstürmt, wobei der dortige Obervogt und seine Getreuen in der sogenannten Weinsberger Bluttat durch Spießrutenlaufen getötet wurden. Für seine Taten wurde Rohrbach am 21. Mai 1525 bei Neckargartach bei lebendigem Leib verbrannt.

## Leben

### Herkunft
Bereits sein gleichnamiger Vater Jakob Rohrbach bebaute im reichsstädtisch-heilbronnischen Dorf Böckingen als Hofmann (Erbpächter) zwei Höfe des Stiftes St. Peter zu Wimpfen und betrieb eine Wirtschaft. 1499 übernahm der Vater mit anderen Böckingern von der Stadt Heilbronn den Jahresertrag des Heilbronner Sechstels am Böckinger Fruchtzehnten. Möglicherweise ist der Vater auch mit jenem nicht näher bekannten Rohrbach identisch, der den Böckinger Hof des Heilbronner Karmeliterklosters bewirtschaftete.
Der kleine Jakob („Jäcklein“ bzw. „Jäckle“) wurde wohl kurz vor 1500 geboren und war von der Mutter her Leibeigener der Herren von Neipperg. Er war des Schreibens kundig und hat daher wahrscheinlich in Heilbronn die Schule besucht. Bereits 1516 rebellierte er mehrfach gegen den Neippergischen Amtmann im Nachbardorf Klingenberg, wofür er zeitweise im Turmarrest war. Wegen einer Erbstreitigkeit richtete er 1519 einen Fehdebrief an die Gemeinde Dürrenzimmern und stellte dem dortigen Schultheißen nach. Auch dafür wurde er kurzzeitig inhaftiert. Im Herbst 1519 zählte er zu den drei Reisigen, die Heilbronn neben weiteren Söldnern als Bundesmitglied gegen den außer Landes vertriebenen Herzog Ulrich zu stellen hatte. Rohrbach nahm vermutlich dabei am Gefecht bei Hedelfingen teil. Nach Abschluss des württembergischen Krieges belegte die Stadt Heilbronn ihre zugehörigen Dörfer mit der dreifachen Abgabenlast zur Deckung der Kriegskosten. Während Rohrbachs Vater und die meisten anderen Böckinger die Schatzung willig zahlten, zählte Rohrbach gemeinsam mit Margarete Renner, der „Schwarzen Hofmännin“, zu denjenigen, die die Zahlung verweigerten oder sich im Rückstand befanden. Rohrbach gab damals an, nicht mehr im Böckinger Bürger- oder Dorfrecht zu sitzen. 1524 befand er sich jedoch wieder in Böckingen und übernahm den kleineren der beiden vom Vater bebauten Wimpfener Stiftshöfe. Im selben Jahr verheiratete er sich mit einer Böckingerin.

### Streitigkeiten mit dem Wimpfener Stift
Aus seinem Hof in Böckingen hatte er jährliche Abgaben von je fünf Malter Roggen und Dinkel, sechs Malter Hafer sowie zwei Gänse an Michaelis und ein Huhn an Fastnacht an Wolf Ferber, den Vikar des Kiliansaltars an der Wimpfener Stiftskirche, zu liefern. Von dieser Gült blieb er bereits im ersten Jahr einen großen Teil schuldig, obwohl seine wirtschaftlichen Verhältnisse die Erfüllung der Abgaben leicht ermöglicht hätten und die Abgabenlast im Vergleich mit anderen Böckinger Erbpachthöfen sogar vergleichsweise niedrig war. Stattdessen protestierte er gegen das Abgabenverhältnis der beiden Böckinger Stiftshöfe, sah sich ins Unrecht gesetzt, und sprach Drohungen gegenüber dem Wimpfener Stift aus. Der Wimpfener Vikar Ferber drängte auf eine Klärung der Sachlage beim Rechtstag in Böckingen am 27. März 1525. Dorthin lud sich Rohrbach eine große Zahl von Unterstützern ein, so dass Ferber es mit der Angst zu tun bekam und dem Termin fernblieb.
Rohrbach vermengte seine privaten Streitigkeiten mit der allgemeinen Aufbruchsstimmung unter den (in der Gegend von Böckingen nicht sehr) notleidenden Bauern und schwor seine Unterstützer auf die Zwölf Artikel und die Bildung von Bauernhaufen ein. Kurz nach dem Böckinger Rechtstag warb er in Teusserbad um die Bildung von Bauernhaufen. Am 30. März 1525 erfolgte in Heilbronn ein weiterer Versuch zur Klärung von Rohrbachs Streitigkeiten mit dem Stift Wimpfen, der jedoch weiterhin ergebnislos blieb. Rohrbach empfahl sich daraufhin dem Wimpfener Vikar mit dem Schwäbischen Gruß und der Androhung, das Wimpfener Stift mit aufständischen Bauern heimzusuchen.

### Führer eines Bauernhaufens
Am 1. April 1525 warb Rohrbach für seine Sache in Brackenheim, anderntags war er in Flein, wo er von den dort versammelten Bauern aus den heilbronnischen und umliegenden Deutschordens-Dörfern sowie Heilbronner Bürgern und württembergischen Bauern aus dem Weinsberger Tal zum Hauptmann gewählt wurde. Seine Streitlust, seine militärische Erfahrung im württembergischen Krieg, seine bereits zurückliegenden Händel mit der Obrigkeit und die laufende Kontroverse mit dem Wimpfener Stift mögen ihn als Anführer prädestiniert haben.
Unter Rohrbachs Führung zogen die in Flein versammelten Bauern noch in der Nacht auf den 3. April nach Sontheim, am darauffolgenden Morgen nach Böckingen. In beiden Orten wurden weitere Mitstreiter requiriert. Rohrbach versandte Briefe an die umliegenden Orte und nötigte sie unter Androhung der Brandschatzung zum Aufschluss. Sein Bauernhaufen zog erst weiter nach Großgartach, aber statt den von dort aus geplanten Überfall des Wimpfener Stifts in Angriff zu nehmen, bewegten sich die Bauern über Nordheim zurück nach Sontheim, um eine Vereinigung mit dem Odenwälder Bauernhaufen vorzubereiten. Unterdessen korrespondierte der Rat der Stadt Heilbronn mit Rohrbach und ermahnte ihn und seine Anhänger, den Aufstand zu beenden und nachhause zurückzukehren. Rohrbach antwortet dem „ersamen und weyssen burgermeister“ von Heilbronn: „auch bin ich nie des sin(n)s gewesen euch ein schaden zu thon noch an leyb noch am gut, d(a)rumb ke(h)ren euch ni(ch)t an ein igklich geschw(a)etz und fli(e)gende geist - Jacob Rorbach euer unthertheniger diener.“ Einen Bogen um Heilbronn machend, bewegten sich die Bauern am 5. April 1525 weiter nach Erlenbach und von dort weiter nach Hohenlohe, dem Odenwälder Haufen entgegen. Die Stadt Öhringen öffnete den vereinigten Bauern die Tore, die Grafen von Hohenlohe beugten sich am 11. April den Zwölf Artikeln. Am 12. April plünderten die Bauern das Kloster Lichtenstern. Am 14. April zogen die Bauern abermals an Heilbronn vorbei nach Neckarsulm, wo ihnen die Tore geöffnet wurden und von wo aus man die Heilbronner Handwerker als Verbündete gewinnen wollte.
Am 16. April 1525 (Ostersonntag) stürmte der vereinigte Neckartal-Odenwälder Haufen unter Rohrbach Burg und Stadt Weinsberg. Der Obervogt Graf Ludwig von Helfenstein, der zuvor die Nachhuten der Bauern niederstechen und ihre Herolde beschießen ließ, wurde zusammen mit seinen Getreuen durch die Spieße gejagt. Die Tat erlangte als Weinsberger Bluttat Berühmtheit, war jedoch unter den Bauern nicht unumstritten, da es Bestrebungen gab, den Adel auf die Seite der Bauern zu ziehen, was durch die Weinsberger Bluttat erschwert, wenn nicht gar unmöglich wurde.

### Nach der Weinsberger Bluttat
Nach der Einnahme von Weinsberg wandten sich die Bauern nun doch noch auch der Stadt Heilbronn zu und überfielen zunächst das außerhalb der Stadt gelegene Heilbronner Karmeliterkloster. Rohrbach und Enderlin von Dürrenzimmern verhandelten mit dem Rat der Stadt und bewogen ihn zum Eintritt in den Bund der Bauern. Einige Bauern wurden in die Stadt eingelassen und plünderten den Deutschhof des Deutschen Ordens, verschonten aber die restliche Stadt. Rohrbach wird beim weiteren Verlauf der Ereignisse in Heilbronn nicht mehr erwähnt. Nach der Bluttat von Weinsberg hatte er das Vertrauen eines großen Teils der Bauern verloren, die ihm zuvor gefolgt waren. Die Deutschordens-Bauern hegten seit jeher Misstrauen gegen ihn, die gemäßigteren Bauern, die auf eine Unterstützung des Adels hofften, sahen sich verraten. Gemeinsam mit Enderlin und noch etwa 200 Mann wandte sich Rohrbach nach Lauffen am Neckar, wo sich Rohrbachs Haufen am 20. April 1525 mit den württembergischen Bauern unter Matern Feuerbacher vereinigte.
Feuerbacher und Rohrbach vereinigten ihre Bauern mit dem Haufen Hans Wunderers und zogen über Horrheim nach Vaihingen an der Enz, wo Feuerbacher und Wunderer am 24. April als Oberste bestätigt wurden, während Rohrbach keinen Führungsposten erhielt. Am 29. April 1525 war er im Kloster Maulbronn, von wo aus er sich in einen Streit zwischen Böckingen und Heilbronn wegen eines Wasens einmischte und die Ausstellung von Schutzbriefen („Paßporten“) sowohl für die wegen des Wasens streitenden Böckinger wie auch für die aufständischen Bauern erwog. Am 1. Mai 1525 protestierte Rohrbach bei Wunderer über die Unordnung unter den in Maulbronn eingetroffenen Bauern, die sich nicht entscheiden konnten, ob sie das Kloster nun verbrennen, abreißen oder verkaufen sollten. Aufgrund dieses Protests blieb das Kloster vor einer Zerstörung bewahrt. Der Heilbronner Rat protestierte unterdessen gegen die geplanten Paßporte beim Odenwald-Neckartaler Haufen, woraufhin Götz von Berlichingen und Georg Metzler als oberste Feldhauptmänner der Bauern eine scharfe Protestnote an Rohrbach mit der Androhung von Strafmaßnahmen richteten.

### Gefangennahme und Hinrichtung
Am 6. Mai 1525 befand sich Rohrbach unweit von Stuttgart und kündigte Feuerbacher und Wunderer an, sich anderntags mit 1400 Mann mit ihnen bei Sindelfingen zu treffen. Das Zusammentreffen fand statt, ob Rohrbach jedoch die angekündigte Mannstärke aufbringen konnte, ist unbekannt. Am 8. Mai erstürmten die Bauern Herrenberg, erlitten jedoch am 12. Mai in der Schlacht bei Böblingen eine vernichtende Niederlage. Rohrbach selbst hat nicht an der Schlacht teilgenommen, sondern wurde am selben Tag mit einigen anderen Bauern zwischen Markgröningen und Vaihingen vom Burgvogt zu Asperg, Bastian Emhard, gefangen genommen. Er wurde auf dem Hohenasperg festgesetzt und am 19. Mai an den vorbeiziehenden Truchsess von Waldburg ausgeliefert, der schon Anfang Mai die Auslieferung der Weinsberger Rädelsführer gefordert hatte und ihn am 21. Mai 1525 nahe Neckargartach, mit einer Kette an einen Weidenbaum gebunden, bei lebendigem Leibe verbrennen ließ. Gleichzeitig wurden andere gefangene Bauern geköpft und an die Bäume gehängt.
Seine Hinterlassenschaft sprach der Truchsess der Witwe des in Weinsberg ermordeten Burgvogts zu. Diese verkaufte Rohrbachs Eigenbesitz in Böckingen an den Heilbronner Bürger Leonhard Günter. Da Rohrbachs Witwe eine Leibeigene der Herren von Ehrenberg war, bemühten sich diese lange Zeit um eine Rückerstattung der Güter, über deren Verbleib nichts bekannt ist. Der von Rohrbach bewirtschaftete Hof des Wimpfener Stifts wurde 1544 von Vikar Ferber zu denselben Bedingungen neu in Erbpacht vergeben.

## Rezeption
Jäcklein Rohrbach zählt zu den bekannteren Bauernführern des Deutschen Bauernkriegs. Im Gegensatz zu Wendel Hipler zeichnete er sich jedoch durch eine „kompromißlose Haltung“ (Wortgebrauch seiner Anhänger) bzw. mangelndes diplomatisches Geschick (Wortgebrauch seiner Kritiker) aus, auch wird er nicht wie Florian Geyer romantisch verklärt. Rohrbach hatte keine erkennbaren politischen Ziele, sondern vielmehr lag der Ursprung seines Handelns sowohl in seiner streitsüchtigen Natur als auch in einer privaten Streitigkeit mit dem Wimpfener Stift, die er zum Anlass nahm, Gleichgesinnte um sich zu scharen. Nachdem er den Großteil seiner Gesinnungsgenossen durch die Bluttat von Weinsberg verprellt hatte, spielte Rohrbach keine bedeutende Rolle mehr bei den weiteren Ereignissen des Bauernkriegs und hatte auch keinen Rückhalt mehr unter den sonstigen Anführern. Der Heilbronner Historiker Moriz von Rauch bezeichnet ihn als „lediglich einen Aufwiegler“. Die Böckinger, die ihre Unterstützung für Rohrbach nachträglich bitter bezahlen mussten, nannten ihn „unseren Verführer“. Gleichwohl bleibt ihm die mehr beiläufig geschehene Rettung des Klosters Maulbronn zu verdanken.
Nach Rohrbach ist die Jäckleinstraße in Heilbronn-Böckingen benannt.